# Helmut Bergfelder
Helmut Bergfelder (* 21. November 1946 in Flamersheim) ist ein ehemaliger deutscher Fußballspieler. Der 22-fache Amateurnationalstürmer (vier Tore) hat in der Fußball-Bundesliga 33 Spiele (drei Tore) für die Vereine 1. FC Köln und SC Fortuna Köln absolviert. In der zweitklassigen Fußball-Regionalliga West hat Bergfelder von 1968 bis 1973 für den Bonner SC und Fortuna Köln insgesamt 141 Spiele mit 34 Toren bestritten. Ab Einführung der 2. Fußball-Bundesliga, 1974/75, bis einschließlich der Saison 1980/81 kamen bei der Kölner Fortuna und Eintracht Trier weitere 167 Ligaspiele mit 13 Toren hinzu.

## Laufbahn

### Köln und Bonn, bis 1976
Helmut Bergfelders höherklassige Karriere begann 1966/67 mit seiner Übernahme in den Lizenzspielkader des 1. FC Köln. Der talentierte Angreifer war vom BC Bliesheim, aus der seit 1969 bestehenden Stadt Erftstadt, zum FC Köln gekommen und spielte überwiegend auf Rechtsaußen. Da mit Roger Magnusson von Juventus Turin ein schwedischer Nationalstürmer für die Rechtsaußenposition verpflichtet worden war und daneben noch mit Heinz Flohe, Jürgen Jendrossek, Karl-Heinz Struth und Paul Alger weitere herausragende Talente zum Meister des Jahres 1963/64 gekommen waren, hatte Bergfelder in seiner ersten Saison keinen Ligaeinsatz. Im zweiten Jahr wurde es aber auch nicht besser: Nur am 31. Spieltag der Saison 1967/68 hatte der damalige Trainer des FC, Willi Multhaup, ihm das Vertrauen geschenkt und ihn sogar von Anfang spielen lassen. 2:3 verlor Köln damals beim MSV Duisburg. Magnusson hatte zwar nach nur einer Runde den FC schon wieder verlassen, aber mit Carl-Heinz Rühl übernahm ein durchsetzungsstarker und erfahrener Torjäger seinen Platz am rechten Flügel.
Im Sommer 1968 schloss sich Bergfelder dem Bonner SC in der zweitklassigen Fußball-Regionalliga West an. Er wollte unbedingt Spielpraxis sammeln, was ihm beim 1. FC Köln, trotz Talent, nicht gelungen war. Der Start war hart: Der Amateurnationalstürmer gehörte zwar sofort der Stammelf des BSC an, diese startete aber mit 0:6 Punkten in die Runde. Es wurde eine Runde stetigen Kampfes um den Klassenerhalt. Am Rundenende rettete sich Bonn mit 25:43 Punkten auf den 15. Rang; Bergfelder hatte an der Seite von Mitspielern wie Manfred Cremer, Alfred Glenski, Werner Grau, Horacio Troche und Werner Waddey in 31 Ligaeinsätzen 13 Tore erzielt. In seinem zweiten Bonner Jahr, 1969/70 sank seine persönliche Bilanz auf 24 Ligaspiele mit sechs Toren, der BSC verbesserte sich dagegen auf 30:38 Punkte und belegte den 13. Rang. Vor allem die in den Heimspielen erreichten 25:9 Punkte hatten für das Punktekonto gesorgt, die schwachen 5:29 Auswärtspunkte dagegen den BSC daran gehindert, in das sichere Mittelfeld aufzurücken. Nach zwei Bonner Jahren kehrte Bergfelder wieder nach Köln zurück, er schloss sich zur Saison 1970/71 dem Bonner Ligakonkurrenten in der Regionalliga West, SC Fortuna Köln an.
In der Kölner Südstadt, dem Team von Präsident und Mäzen Hans Löring, bekam er es mit Trainer Ernst-Günter Habig zu tun und die Ziele waren völlig andere wie in Bonn: Löring wollte mit seinem Team in die Bundesliga. Bei der Fortuna unterschrieben neben Bergfelder noch Waddey, Gerd Zimmermann, Manfred Kreis, Wolfgang Glock und Uwe Blotenberg. Flügelstürmer Bergfelder absolvierte 29 Einsätze mit sechs Toren und Fortuna Köln belegte den vierten Rang. Im zweiten Jahr, 1971/72, wiederholte der Mann aus Bliesheim seine Einsatz- und Torebilanz des ersten Jahres und sein Verein verbesserte sich auf den 3. Rang. Dazu beigetragen hatten auch die Neuzugängen Rolf Kucharski, Hans-Günter Neues, Rolf Bauerkämper und Noel Campbell.
Während der Hinrunde 1972/73 wurde Trainer Habig zum 1. November 1972 durch Martin Luppen ersetzt. Luppen erreichte die Vizemeisterschaft und damit den Einzug in die Bundesligaaufstiegsrunde 1973. Bergfelder hatte dazu in 28 Ligaspielen drei Tore beigesteuert. In der erfolgreichen Aufstiegsrunde, die Fortuna setzte sich mit 13:3 Punkten gegen die Konkurrenten FC St. Pauli, FSV Mainz 05, Karlsruher SC und Blau-Weiß Berlin durch, war der Flügelstürmer in allen acht Begegnungen aufgelaufen und hatte fünf Tore erzielt. Insbesondere seine zwei Treffer am 3. Juni 1973 zum 2:1-Auswärtserfolg bei St. Pauli waren für den Aufstieg von großer Bedeutung.
Für den Bundesligaaufsteiger absolvierte Bergfelder 1973/74 32 Ligaspiele und erzielte drei Tore. Fortuna Köln stieg punktgleich mit dem Wuppertaler SV, beide Teams wiesen 25:43 Punkte auf, wegen des schlechteren Torverhältnisses als 17. aber wieder umgehend aus der Bundesliga ab. Die Trainerfestlegungen hatten zum Rundenziel des Klassenerhaltes nicht beigetragen: Die Fortuna ging die Bundesliga ohne Aufstiegstrainer Luppen an und eröffnete mit Volker Kottmann; Löring leitete vom 1. bis zum 20. Januar 1974 das Training und als dritter Trainer wirkte dann vom 21. Januar bis Rundenende Willi Holdorf. Kottmann wie auch Holdorf kamen aus der Leichtathletik, Meriten im Fußball, insbesondere als Trainer im Profifußball, hatte vor dem Fortuna-Engagement keiner vorzuweisen gehabt.
Nach dem Abstieg blieb Bergfelder noch zwei Runden bei Fortuna Köln in der 2. Bundesliga. Die Rückkehr in die Bundesliga glückte nicht, auch nicht unter „Weltenbummler“ Rudi Gutendorf, welcher zur Saison 1975/76 das Traineramt bei Fortuna Köln übernommen hatte. Lörings Glaube hielt nur bis Oktober 1975, dann betraute er Heinz Hornig mit der Aufgabe des Trainers bei seiner Fortuna. Bergfelder hatte in zwei Runden 29 Spiele mit zwei Toren bestritten und schloss sich zur Saison 1976/77 Eintracht Trier in der 2. Bundesliga Gruppe Süd an. Ein wesentlicher Grund war die gleichzeitige Anstellung bei der Stadt Trier, wo er als „Brückenbauer zwischen der Stadt und den Vereinen“ tätig war. Zu seinen Aufgaben gehörte auch die Kontaktpflege zu den Partnerstädten Gloucester, Ascoli, s-Hertogenbosch und Pula.

### Trier, 1976 bis 1981
Beim Team vom Moselstadion debütierte der Neuzugang aus Köln am 14. August 1976, bei einer 0:2-Heimniederlage gegen den FC Homburg. Er erlebte jetzt wieder Kampf gegen den Abstieg, den die Eintracht unter den Trainern Hans-Wilhelm Loßmann (bis 1/77) und Hans-Dieter Roos am Rundenende knapp auf dem 17. Rang stehend, abwehren konnte. Bergfelder hatte in 33 Einsätzen drei Tore an der Seite von Mitspielern wie Werner Vollack, Reiner Brinsa, Heinz Histing, Michael Veit, Erwin Zimmer, Rolf Bauerkämper, Georg Müllner und Wolfgang Schlief erzielt. In den folgenden zwei Runden, 1977/78 und 1978/79, gelang den Blau-Weiß-Schwarzen mit den Plätzen 12. und 10. der Vormarsch in das hintere Mittelfeld. Bergfelder absolvierte an der Seite von Torjäger Lothar Leiendecker in den zwei Runden weitere 53 Spiele mit fünf Toren für Trier. Als unter dem neuen Trainer Werner Kern in der Saison 1979/80 mit dem 15. Rang wieder der Abstiegskampf im Vordergrund stand, gehörte der Ex-Kölner mit 36 Einsätzen (3 Tore) dem engen Kader der Stammbesetzung an. Die schwachen 8:32 Auswärtspunkte waren der Hauptgrund des Kampfes um den Abstieg.
Die Saison 1980/81 war die letzte mit zwei Staffeln der 2. Bundesliga. Ab 1981/82 gab es eine eingleisige 2. Liga. Die Qualifikationskriterien waren folgende gewesen: a) Automatisch qualifiziert waren die drei Bundesligaabsteiger, der nicht aufgestiegene Zweite sowie die Vereine auf den Plätzen drei und vier der beiden Gruppen. Die verbliebenen zwölf Plätze wurden nach einem Platzziffersystem vergeben, bei dem die Saison 1978/79 einfach, 1979/80 doppelt und 1980/81 dreifach gewertet werden sollten. Die Absteiger wurden nicht berücksichtigt und ebenso wenig gab es Aufsteiger aus den Amateurligen. Trier belegte 1980/81 zwar den achten Rang, damit waren sie aber nicht für die eingleisige 2. Bundesliga qualifiziert. Bergfelder beendete im Sommer 1981 nach insgesamt 167 Zweitligaspielen mit 13 Toren seine Laufbahn.

### Amateurnationalmannschaft, 1966 bis 1971
Er wurde in seiner aktiven Zeit mehrfach in die deutsche Amateurnationalmannschaft berufen. Seinen ersten Einsatz für diese Auswahl bestritt er am 7. Dezember 1966 gegen Jugoslawien. Das Spiel endete 3:3 unentschieden. Fünf Jahre lang wurde er regelmäßig zu diesem DFB-Team eingeladen. Als die DFB-Amateure im Winter 1970/71 einen Asienreise mit Spielen gegen Burma, Thailand, Malaysia, Hongkong, Philippinen und Japan durchführten, waren auch die drei Kölner Angreifer Bergfelder, Paul Alger und Werner Thelen dabei. 1971, bei der 1:3-Niederlage gegen Dänemark, stand er letztmals für die Deutschen auf dem Platz. Mit von der Partie war damals der heutige Präsident des FC Bayern München, Uli Hoeneß.

## Erfolge
- 1964 A-Jugend-Vizemittelrheinmeister
- 1968 DFB-Pokal-Sieger